# Paul Ekman

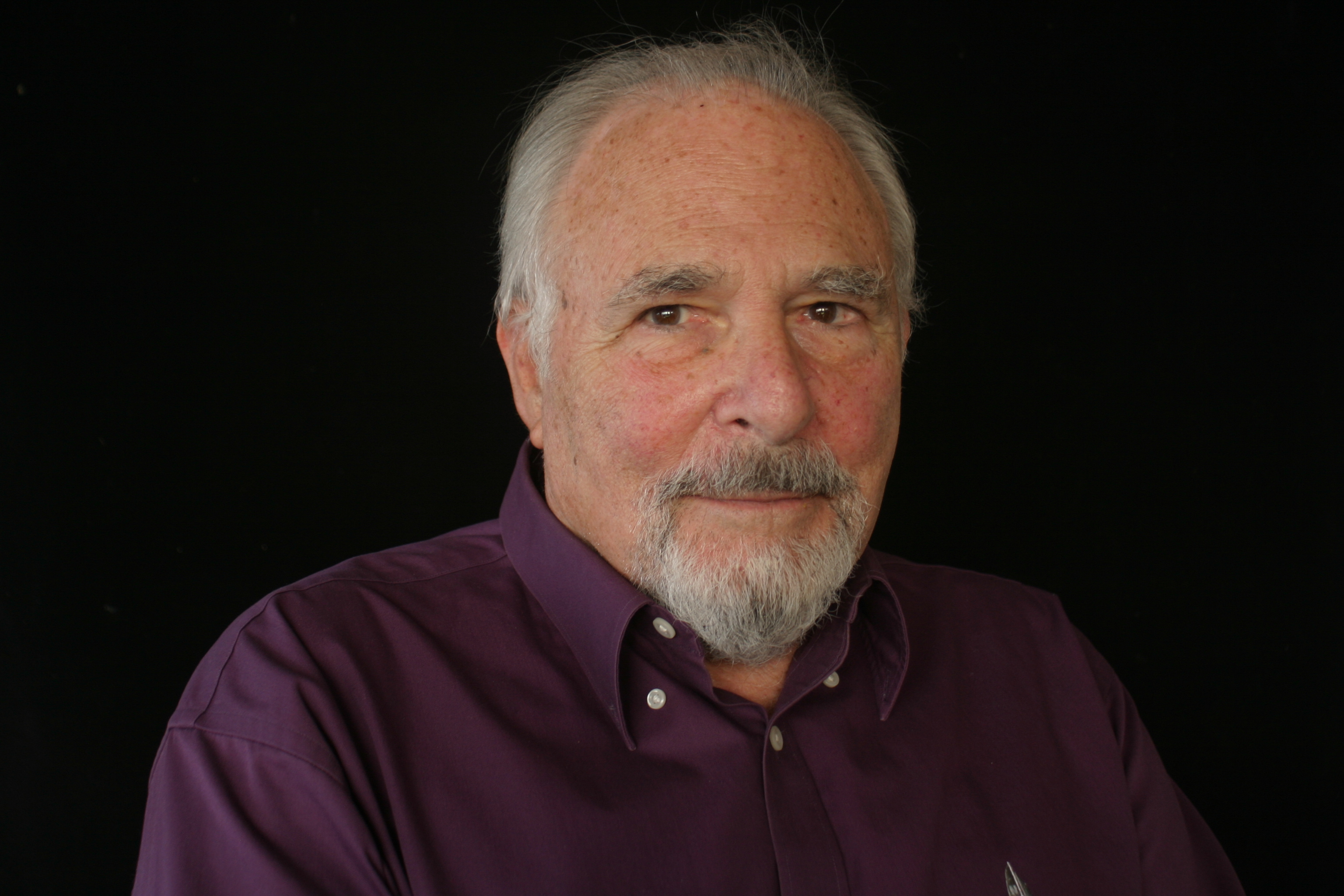
Fotografía de Paul Ekman

Paul Ekman (Washington D. C., 15 de febrero de 1934) es un psicólogo estadounidense pionero en el estudio de las emociones y su expresión facial. Asume al respecto una perspectiva evolutiva, en el sentido de que el desarrollo temporal de los rasgos y estados del ser humano es el fundamento de sus investigaciones. Ha sido considerado uno de los cien psicólogos más destacados del siglo XX.

## Datos biográficos
Ekman nació en 1934 en Washington D. C. y creció en Newark (Nueva Jersey), Washington, Oregón y California, en una familia de origen judío. Su padre era pediatra y su madre, abogada.
Recibió el Premio de Investigación Científica del Instituto Nacional de Salud Mental (NIMH) en 1971, que renovó en 1976, 1981, 1987, 1991 y en 1997. Durante más de 40 años el NIMH financió sus investigaciones a través de becas y premios diversos.
En 2001, Ekman trabajó al lado del actor inglés John Cleese para la BBC, en una serie documental intitulada The Human Face (El rostro humano). Se jubiló en 2004 como profesor de psicología del departamento de psiquiatría de la Universidad de California en San Francisco.

## Estudios
A diferencia de las creencias de algunos antropólogos culturales, como Margaret Mead, Ekman encontró que las expresiones faciales de las emociones no son determinadas culturalmente, sino que son universales y tienen, por consiguiente, un origen biológico, tal como plantea la teoría de la evolución de Charles Darwin.[cita requerida]
La comunidad científica no está de acuerdo en que los hallazgos de Ekman sean válidos. Entre las expresiones que él clasificó como universales se encuentran aquellas que expresan la ira, el asco, el miedo, la alegría, la tristeza y la sorpresa. En cuanto al desprecio o desdén, es menos claro, aunque hay evidencia preliminar en el sentido de que esta emoción y su expresión pueden reconocerse universalmente.
Ekman describió "microexpresiones" faciales que, según demostró, pueden utilizarse para detectar las mentiras con cierto grado de confiabilidad; ello como parte del denominado Proyecto Diógenes. También desarrolló el Sistema de Codificación Facial de Acciones (en inglés, "Facial Action Coding System", FACS) para clasificar todas las expresiones del rostro humano que sea posible imaginar. Ha publicado investigaciones acerca de una variedad muy amplia de temas dentro del ámbito del comportamiento no verbal. Sus trabajos acerca de la mentira, por ejemplo, no se limitaron a las expresiones del rostro, sino que se basaron en observaciones acerca del cuerpo humano en su totalidad.
Ekman utiliza también los signos verbales de la mentira. Al ser entrevistado acerca del caso Monica Lewinsky, afirmó que, debido al lenguaje eufemístico de Bill Clinton, era posible afirmar que estaba mintiendo.
Las contribuciones de Ekman al Comité Editorial de la revista Greater Good, publicada por el Greater Good Science Center, un centro de investigación científica interdisciplinaria de la Universidad de California en Berkeley, incluyen las interpretación de investigaciones científicas acerca de los fundamentos de la compasión, el altruismo y las relaciones humanas pacíficas.[cita requerida]
Ekman trabaja al lado del investigador Dimitris Metaxas en el diseño de un detector visual de mentiras.
Ekman ha contribuido, también, en gran medida al estudio de los aspectos sociales de la mentira, de las razones por las que se miente y por las que se sigue mintiendo, a pesar de la detección de las mentiras.

## Clasificación de las emociones
Ekman desarrolló una lista de emociones básicas a partir de investigaciones transculturales en individuos destacados de una tribu de Papúa Nueva Guinea. Observó que los miembros de una cultura aislada de la Edad de Piedra son capaces de identificar con un alto grado de fiabilidad las expresiones emocionales al observar las fotografías tomadas a personas de culturas con las que ellos no han estado familiarizados.
También eran capaces de adjudicar ciertas expresiones faciales a descripciones de situaciones específicas. Con esa información, llegó a la conclusión de que algunas expresiones son básicas o biológicamente universales en la especie humana. La siguiente es la lista elaborada por Ekman (1972) de las emociones humanas:
- alegría
- ira
- miedo
- asco
- sorpresa
- tristeza

Sin embargo, en la década de 1990 Ekman amplió esta lista de emociones básicas e incluyó un rango más extenso de emociones positivas y negativas, de las cuales no todas están codificadas en músculos faciales (Ekman, 1999):
- alivio
- bochorno
- complacencia o contento
- culpa
- diversión
- desprecio o desdén
- entusiasmo o excitación
- felicidad
- ira o rabia
- miedo o temor
- tristeza
- orgullo o soberbia
- placer sensorial
- repugnancia, repulsa, asco o repulsión
- satisfacción
- sorpresa
- vergüenza

## Críticas y rechazos
La mayoría de los investigadores de evaluación de credibilidad convienen en que la gente es incapaz de detectar visualmente mentiras.
La aplicación concreta de parte del trabajo de Ekman a la seguridad aeroportuaria, vía el "Programa de screening de pasajeros por técnicas de observación" (acrónimo en inglés SPOT) de la Administración de Seguridad en el Transporte ha recibido críticas negativas, por no haber sido sometida a pruebas científicas controladas. Un informe de 2007 sobre SPOT declaró que "simplemente, las personas (incluidos los profesionales detectores de mentiras con una amplia experiencia en la evaluación de la veracidad) lograrían tasas de éxito similares si jugaran a cara o cruz de una moneda". Dado que las pruebas científicas controladas suelen involucrar a personas que desempeñan el papel de terroristas, Ekman dice que es poco probable que esas personas tengan las mismas emociones que los terroristas reales.
La metodología usada por Ekman y O'Sullivan en su reciente obra sobre asistentes de la verdad ha recibido también críticas negativas, debido al sistema de validación aplicado.
Otras críticas de la obra de Ekman se basan en estudios experimentales y naturalistas de varios psicólogos de la emoción que no encontraron evidencia en apoyo de la taxonomía propuesta por Ekman de las emociones discretas y la expresión facial discreta.
Ekman recibió hostilidad de algunos antropólogos en reuniones de la Asociación Estadounidense de Psicología y de la Asociación Estadounidense de Antropología de 1967 a 1969. Recapituló que, al reportar sus hallazgos sobre la universalidad de la expresión, un antropólogo intentó detenerlo terminando gritándole que sus ideas eran nazi-fascistas. Compara esto con otro incidente cuando fue acusado de ser racista por un activista por afirmar que las expresiones negras no son diferentes de las expresiones blancas. En 1975, la antropóloga Margaret Mead escribió en contra de Ekman por estar haciendo una "antropología impropia", y dijo estar de acuerdo con Ray Birdwhistell y en contra de la universalidad de las expresiones. Ekman escribió que, si bien muchas personas estaban de acuerdo con Birdwhistell, la mayoría llegará a aceptar sus propias conclusiones durante la próxima década.
Sin embargo, algunos antropólogos continúan sugiriendo que las emociones no son universales, sino construcciones culturales, por fuera de la biología. Ekman argumentó que no ha habido datos cuantitativos para apoyar la afirmación de que las emociones son específicas de la cultura. En su discusión de 1993 sobre el tema, Ekman afirma que no hay ningún caso en el cual el 70% o más de un grupo cultural seleccione una de las seis emociones universales, mientras que otro grupo cultural marca con la misma expresión otra emoción universal.

## Obra

### Algunas publicaciones
- 2009. Telling Lies: Clues to Deceit in the Marketplace, Politics, and Marriage (Cómo detectar mentiras) 416 p. ISBN 9780393337457 ISBN 0393321886

- 2008. Emotional Awareness: Overcoming the Obstacles to Psychological Balance and Compassion 288 p. Times Books, ISBN 0805087125 ISBN 1429941529, ISBN 9781429941525

- 2006. Darwin and Facial Expression: A Century of Research in Review, 273 p. ISBN 188353688X, ISBN 9781883536886 ISBN 0122367502

- 2003. Emotions Revealed: Recognizing Faces and Feelings to Improve Communication and Emotional Life Times Books,  ed. ilustrada, revisada de Henry Holt & Co. 267 p. ISBN 0805072756, ISBN 9780805072754 ISBN 080507516X

- 2003. Unmasking the Face, ed. ISHK, 212 p. ISBN 1883536367, ISBN 9781883536367 ISBN 1883536367

- 2000. Face of Man ISBN 0-8240-7130-1

- 1998. What the Face Reveals, en coautoría con E. L. Rosenberg, Oxford University Press. 495 p. ISBN 195104463, ISBN 9780195104462 ISBN 0195104463

- 1994. The Nature of Emotion: Fundamental Questions (en coautoría con R. Davidson, Oxford University Press, ISBN 0-19-508944-8

- 1989. Why Kids Lie: How Parents Can Encourage Truthfulness. Ed. Scribner, 206 p. ISBN 068419015X, ISBN 9780684190150 ISBN 014014322X

- 1982. Handbook of Methods in Nonverbal Behavior Research ISBN 0-521-28072-9

- 1980. Facial Action Coding System/Investigator's ISBN 99936-26-61-9

- 1972. Emotion in the Human Face, 191 p. Pergamon Press ISBN 0-08-016643-1